# Фёльдеш, Дежё
Де́жё Фёльдеш (венг. Földes Dezső; 30 декабря 1880, Мишкольц, Австро-Венгрия, — 27 марта 1950, Кливленд, США) — австро-венгерский фехтовальщик, еврей по национальности, олимпийский чемпион 1908 и 1912 годов.
С 1900 года занялся фехтованием. В 1908 и 1912 годах завоевал золотые медали Олимпийских игр, выступая под флагом венгерской сборной.
В 1910 году стал чемпионом Венгрии по рапире.
Параллельно со спортивной карьерой, Фёльдеш окончил Будапештский университет и приобрёл специальность стоматолога. В 1912 году он иммигрировал в США и открыл там практику.
В 1932 году Дежё Фёльдеш был членом судейской коллегии Олимпийских игр в Лос-Анджелесе.